# Karl Flink
Karl Flink (ur. 7 grudnia 1895 w Weilerswist, zm. 28 listopada 1958) – niemiecki piłkarz występujący na pozycji pomocnika, a także trener.

## Kariera piłkarska

### Kariera klubowa
W swojej karierze Flink reprezentował barwy zespołów Kölner BC, BTuFC Viktoria 1889 oraz Borussia Neunkirchen.

### Kariera reprezentacyjna
W reprezentacji Rzeszy Niemieckiej Flink wystąpił jeden raz, 2 lipca 1922 w zremisowanym 0:0 towarzyskim meczu z Węgrami.

## Kariera trenerska
Flink karierę rozpoczął jako trener zespołu Siegburger SV 04. Następnie dwukrotnie prowadził Fortunę Düsseldorf, a także Alemannię Aachen – obie grające w Gaulidze. Po II wojnie światowej ponownie trenował Alemannię, występującą wówczas w lidze okręgowej. Następnie prowadził 1. FC Köln z Rheinbezirksligi, a w 1948 roku po raz trzeci objął stanowisko szkoleniowca Fortuny Düsseldorf, grającej w Oberlidze. Prowadził ją w sezonie 1948/1949, jednak w jego trakcie, odszedł z klubu. W kolejnych latach trenował jeszcze drużyny TSV Eller 04 i VfB Bottrop.